# 이부키 (순양전함)
이부키(伊吹)는 일본 제국 해군의 순양전함으로 준공을 할 때는 일등함이었다. 구라마급 순양전함 2번 함이다. 이부키급 장갑순양함의 1번 함으로 간주될 수 있다. 함명은 시가현 마이바라시에 있는 이부키 산에서 유래했다.

## 이력
원래 순양전함 구라마와 완전 동급함으로 계획되었으나, 기공 직전에 전함 아키와 함께 터빈 엔진 탑재 문제로 인해 설계 시간이 더 오래 걸렸고, 기공이 늦었다. 1905년 6월 11일, 일본 해군은 첫번째 장갑순양함의 함명을 ‘이부키’로 내정하고, 인호 장갑순양함은 구라마로 예정했다.